# Lamativie
Lamativie foi uma antiga comuna francesa na região administrativa de Occitânia, no departamento de Lot. Estendia-se por uma área de 12,82 km². Em 2010 a comuna tinha 65 habitantes (densidade: 5,1 hab./km²).
Em 1 de janeiro de 2016, ela foi incorporada ao território da nova comuna de Sousceyrac-en-Quercy.